# Michael Marullus

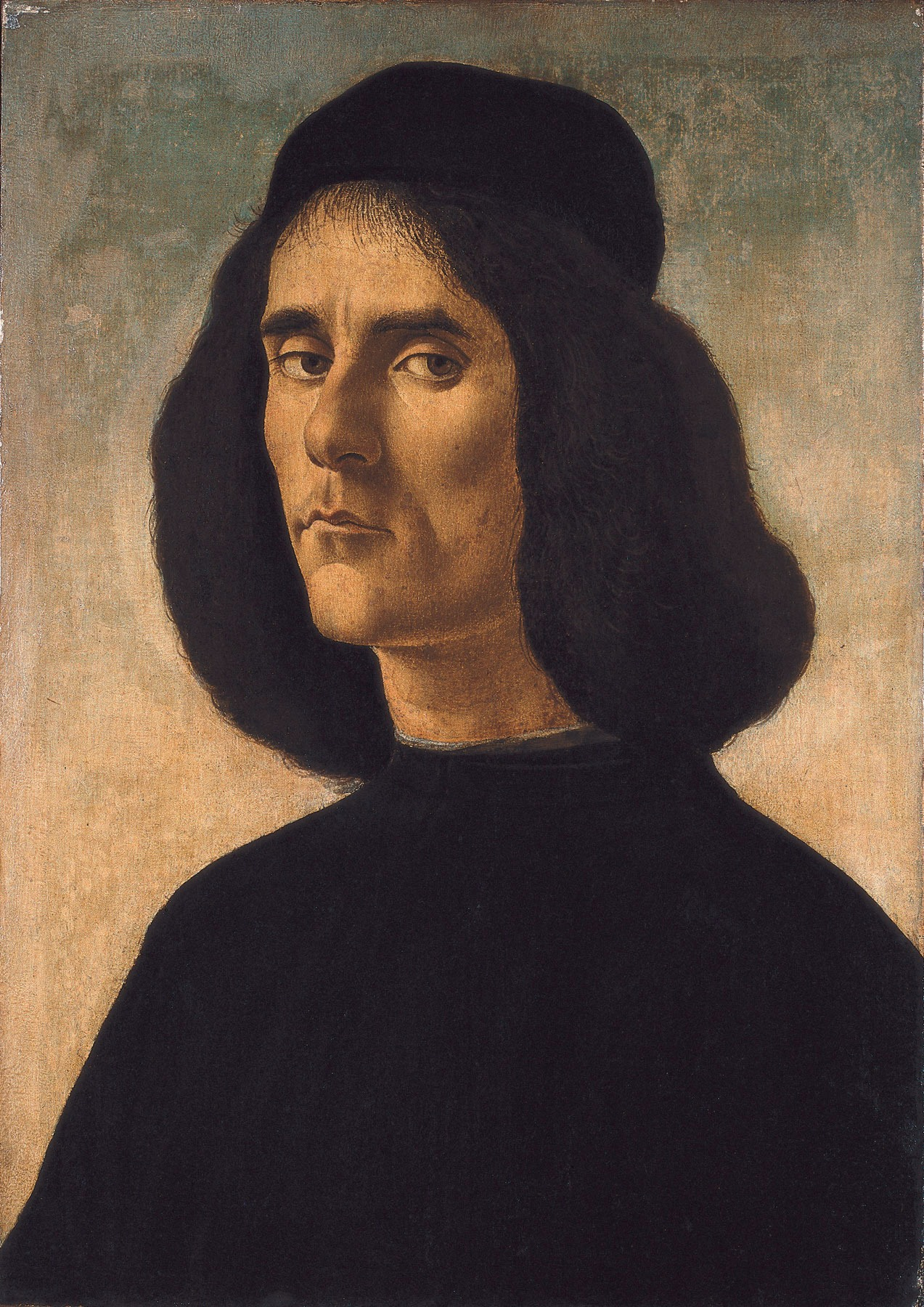
Der Dichtersoldat von Sandro Botticelli, um 1496

Michael Tarchaniota Marullus (griechisch Μαρούλης Marúlēs; * um 1453 wahrscheinlich in Konstantinopel; † wahrscheinlich am 12. April 1500 bei Volterra) war ein humanistischer Gelehrter, lateinischer Dichter und Soldat griechischer Herkunft.

## Leben
Die Lebensgeschichte des Marullus liegt größtenteils im Dunkeln. Höchstwahrscheinlich wurde er in Konstantinopel geboren. Vor der ottomanischen Expansion in den 1460er Jahren floh er mit seinen Eltern nach Ragusa in Dalmatien, wo er seine Kindheit verbrachte. Von dort zog die Familie weiter nach Italien. Dort reiste Marullus als Verfasser lateinischer Dichtung und glühender Verfechter eines Kreuzzugs gegen die Osmanen von Stadt zu Stadt. Um sein unterjochtes Vaterland von der Zwangsherrschaft zu befreien, wollte er zu den Waffen greifen und schloss sich dem König von Frankreich an, als dieser einen Kreuzzug plante. Durch seine Dichtung kam Marullus mit einer großen Zahl einflussreicher Persönlichkeiten seiner Zeit in Kontakt, auch mit Päpsten, Königen und Mitgliedern der Familie der Medici. In Florenz heiratete er die gelehrte Alessandra Scala. Am 12. April 1500 ertrank er mit seinem Pferd in dem Fluss Cecina in der Nähe von Volterra.
Carol Kidwell entwirft in der Biographie des Marullus das spektakuläre Leben eines Dichtersoldaten, der durch exotische Länder zieht, Gedichte an den Rändern des Schwarzen Meeres verfasst und an einem Feldzug von Vlad III. Drăculea (Dracula) teilnimmt. Die manipulativen Strategien in Marullus' „autobiographischen“ Gedichten untersucht Karl Enenkel. Enenkel vertritt die Ansicht, dass Marullus wahrscheinlich nicht in Konstantinopel geboren wurde, sondern erst nachdem die Stadt 1453 vom Osmanischen Reich erobert worden war.

## Werke
Marullus verfasste eine reiche Sammlung von Epigrammen in vier Büchern. Seine besten Liebesgedichte wurden von Pierre de Ronsard und anderen nachgeahmt. Außerdem auch eine Sammlung von Hymnen, die Hymni naturales, in denen er das antike olympische Pantheon feiert, sowie eine Sammlung von Neniae. Seine Institutiones principales, ein Prinzenspiegel, blieben unvollendet. In seinen Werken ist Marullus sowohl antiken Vorbildern wie etwa Vergil als auch humanistischen Dichtern und Gelehrten wie Petrarca verpflichtet. Angelo Polizianos sexuelle Interpretation des catullischen passer, die er mit Giovanni Pontano diskutierte, lehnte er jedoch ab. Neuplatonisches Gedankengut ist insbesondere in den Hymnen zu greifen. Als Bewunderer des römischen Dichterphilosophen Lukrez schlug er einige wertvolle Emendationen vor, die auch in modernen textkritischen Editionen berücksichtigt werden.
Die Erstausgabe der Hymni et Epigrammata erschien 1497 in Florenz, eine weitere Ausgabe 1504 in Bologna. Beatus Rhenanus besorgte eine Ausgabe, die 1509 in Strassburg gedruckt wurde.

## Ausgaben und Übersetzungen
Gedichte
- Alessandro Perosa (Hrsg.): Michaelis Marulli carmina. Thesaurus Mundi, Zürich 1951 (kritische Edition)
- Charles Fantazzi (Hrsg.): Michael Marullus: Poems (= The I Tatti Renaissance Library, Band 54). Harvard University Press, Cambridge (Massachusetts) 2012, ISBN 978-0-674-05506-3 (lateinischer Text und englische Übersetzung)
- Jacques Chomarat (Hrsg.): Michel Marulle: Hymnes naturels. Droz, Genève 1995, ISBN 2-600-00082-8 (kritische Edition mit Kommentar)
- Christine Harrauer (Hrsg.): Kosmos und Mythos. Die Weltgotthymnen und die mythologischen Hymnen des Michael Marullus (Text, Übersetzung und Kommentar) (= Wiener Studien, Beiheft 21). Verlag der Österreichischen Akademie der Wissenschaften, Wien 1994, ISBN 3-7001-2154-7
- Nikolaus Thurn (Hrsg.): Drei neapolitanische Humanisten über die Liebe: Antonius Panormita, „Hermaphroditus“; Ioannes Pontanus, „De amore coniugali“; Michael Marullus, „Hymni naturales“ (= Itinera classica, Bd. 3). Scripta Mercaturae, St. Katharinen 2002, ISBN 3-89590-133-4. pdf gratis zum Download bereitgestellt durch die Universität Rostock.
- Otto Schönberger (Hrsg.): Michael Marullus: Hymni Naturales. Erste deutsche Gesamtübersetzung. Einleitung, Text, Übersetzung und Anmerkungen. Königshausen & Neumann, Würzburg 1996, ISBN 3-8260-1186-4 (eingeschränkte Vorschau in der Google-Buchsuche).

Institutiones
- Otto Schönberger (Hrsg.): Michael Marullus: Institutiones Principales. Prinzenerziehung. Lateinischer Text, Einleitung, erste Übersetzung und Anmerkungen. Königshausen & Neumann, Würzburg 1997, ISBN 3-8260-1316-6